# 奧武島 (久米島町)
26°20′19″N 126°49′41″E / 26.33861°N 126.82806°E
奧武島（日语：／ Ō-jima，琉球語：／ ），是位於久米島以東沿岸800公尺處的一座島嶼，行政區劃上屬於沖繩縣島尻郡久米島町管轄。

## 概要
位於久米島東方約800公尺，面積0.63平方公里，島上人口約30多人。1983年與久米島相連的橋樑完工。海濱有龜甲外形的「久米島海龜館」，為久米島的旅遊名勝。島的東方另有オーハ島，面積0.37平方公里，人口僅有數人。島上的疊石已於2007年被列入日本地質百選。

## 外部連結
- 奧武島・オーハ島（页面存档备份，存于）
- 奧武島・海龜館（页面存档备份，存于）